# 妇女乐园
《妇女乐园》是埃米尔·左拉的《卢贡-马卡尔家族》系列小說的第十一部，发表于1883年。
小说以百货公司为背景，这是十九世纪中叶零售业的一个创新发展。其原型是著名的乐蓬马歇百货公司。
《妇女乐园》是《家常事》（Pot-Bouille，1882）的续集。和它的前作一样，《妇女乐园》（Au Bonheur des Dames）聚焦于奥克塔夫·莫雷（Octave Mouret），她在前一部小说的结尾娶了一家小丝绸店的老板卡罗琳·赫杜恩（Caroline Hédouin）。奥克塔夫现在是一位鳏夫，在书的开头，奥克塔夫已经将业务扩展为一个国际零售巨头，占据了整个城市街区的大部分。